# Online Film Critics Society Award
Die Filmpreise Online Film Critics Society Awards (OFCS Award) werden seit 1997 jährlich von der OFCS vergeben. Die OFCS ist eine Vereinigung von Filmjournalisten, Filmwissenschaftlern und Filmhistorikern, welche ihre Arbeiten hauptsächlich in Onlinemedien veröffentlichen. 
Die Mitglieder der OFSC sind Online-Journalisten und -Wissenschaftler, die mit dem Fachgebiet „Film“ hauptsächlich auf folgenden Internetauftritten agieren: eFilmCritic.com, FilmFocus, Film Threat, IndieWire, Internet Movie Database, NetFlix, Salon.com, Slant Magazine, Slate und TV Guide Online.

## Preiskategorien
Die Auszeichnungen werden jährlich zu Beginn des Folgejahres in den folgenden Kategorien vergeben:
| Kategorie                     | Originalbezeichnung(en)           | Zeitraum der Verleihung |
| ----------------------------- | --------------------------------- | ----------------------- |
| Bester Film                   | Best Picture                      | seit 1997               |
| Bester Hauptdarsteller        | Best Actor in a Leading Role      | seit 1997               |
| Beste Hauptdarstellerin       | Best Actress in a Leading Role    | seit 1997               |
| Bester Nebendarsteller        | Best Actor in a Supporting Role   | seit 1997               |
| Beste Nebendarstellerin       | Best Actress in a Supporting Role | seit 1997               |
| Beste Regie                   | Best Director                     | seit 1997               |
| Bester Dokumentarfilm         | Best Documentary                  | seit 1997               |
| Bester fremdsprachiger Film   | Best Foreign Language Film        | seit 1997               |
| Bestes Originaldrehbuch       | Best Original Screenplay          | seit 1998               |
| Bestes adaptiertes Drehbuch   | Best Adapted Screenplay           | seit 1998               |
| Beste Kamera                  | Best Cinematography               | seit 1998               |
| Bester Schnitt                | Best Film Editing                 | seit 1998               |
| Bester animierter Spielfilm   | Best Animated Feature             | seit 2001               |
| Beste Filmmusik               | Best Original Score               | 1998–2009, seit 2018    |
| Bester Newcomer – Filmemacher | Best Breakthrough Filmmaker       | 2001–2008               |
| Bester Newcomer – Darstellung | Best Breakthrough Performance     | 2001–2008               |
| Bestes Schauspielensemble     | Best Ensemble Performance         | 1998–2002               |
| Beste visuelle Effekte        | Best Visual Effects               | 2002/2003               |
| Bestes Szenenbild             | Best Art Direction                | 2002/2003               |
| Bestes Kostümdesign           | Best Costume Design               | 2002/2003               |
| Bester Ton                    | Best Sound                        | 2002/2003               |
| Beste DVD                     | Best Overall DVD                  | 2000/2001               |
| Bestes Drehbuch               | Best Screenplay                   | 1997/2000               |

### Einmalig ausgezeichnete Kategorien
| Kategorie & Originalbezeichnung                                  | Gewinner & Nominierte | Jahr der Verleihung |
| ---------------------------------------------------------------- | --- | ------------------- |
| Bestes Debüt (Best Debut)                                        | Spike Jonze – Regisseur von Being John Malkovich Charlie Kaufman – Drehbuchautor von Being John Malkovich Sam Mendes – Regisseur von American Beauty Daniel Myrick, Eduardo Sánchez – Regisseure von The Blair Witch Project Haley Joel Osment – Schauspieler in The Sixth Sense | 1999                |
| Beste Filmbericht-Website (Best Film Review Website)             | Roger Ebert on Movies Cinematter Film.com James Berardinelli's Reel Views Scott Renshaw's Screening Room | 1999                |
| Beste offizielle Film-Website (Best Official Website for a Film) | The Blair Witch Project Being John Malkovich Fight Club Matrix Star Wars: Episode I – Die dunkle Bedrohung (Star Wars: Episode I – The Phantom Menace) | 1999                |
| Bester DVD-Kommentar (Best DVD Commentary)                       | Fight Club Gladiator The Limey Sieben (Seven – New Line Platinum Series) Three Kings – Es ist schön König zu sein | 2000                |
| Beste DVD Special Features (Best DVD Special Features)           | Fight Club Gladiator Sieben (Seven – New Line Platinum Series) Terminator 2 – Tag der Abrechnung (Terminator 2: Judgment Day – The Ultimate Edition) Toy Story (Toy Story: The Ultimate Toy Box)                                                                                 | 2000                |
| Bester filmischer Durchbruch (Best Cinematic Breakthrough)       | Björk – Dancer in the Dark Jamie Bell – Billy Elliot – I Will Dance Patrick Fugit – Almost Famous – Fast berühmt Kate Hudson – Almost Famous – Fast berühmt Michelle Rodríguez – Girlfight – Auf eigene Faust                                                                    | 2000                |